# Doug McKeon
Doug McKeon (n. 10 iunie 1966, Pequannock Township⁠(d), New Jersey, SUA) este un actor american, regizor și scenarist. A devenit prima dată notabil ca actor copil în serialul de televiziune The Edge of Night și în filmele Uncle Joe Shannon, Pe lacul auriu, Evadare în noapte și Mischief.

## Biografie
El a crescut în Oakland, New Jersey. McKeon a absolvit Indian Hills High School din Oakland.

## Filmografie parțială
| An   | Titlu                                       | Rol                     | Note                 |
| ---- | ------------------------------------------- | ----------------------- | -------------------- |
| 1978 | Uncle Joe Shannon                           | Robbie                  |                      |
| 1979 | Centennial                                  | Philip Wendell          | miniserial TV        |
| 1980 | The Comeback Kid                            | Michael                 | film TV              |
| 1981 | Pe lacul auriu (On Golden Pond)             | Billy Ray Jr.           |                      |
| 1982 | Evadare în noapte (Night Crossing)          | Frank Strelzyk          |                      |
| 1982 | Desperate Lives                             | Scott Cameron           | film TV              |
| 1985 | Mischief                                    | Jonathan Bellah         |                      |
| 1985 | Heart of a Champion: The Ray Mancini Story  | Ray 'Boom Boom' Mancini | film TV              |
| 1987 | At Mother's Request                         | Marc Schreuder          | miniserial TV        |
| 1992 | Where the Red Fern Grows: Part Two          | Billy Coleman           | film direct-pe-video |
| 1996 | The Empty Mirror                            | The Typist              |                      |
| 1996 | Kounterfeit                                 | Patron                  |                      |
| 1998 | From the Earth to the Moon                  | Joe Allen               | miniserial TV        |
| 2000 | Rocket's Red Glare                          | Flight Surgeon #2       | film TV              |
| 2001 | Critical Mass                               | Breem                   | film direct-pe-video |
| 2001 | The Boys of Sunset Ridge                    |                         | regizor și scenarist |
| 2005 | Come Away Home                              | Woodsy Warner           | și regizor           |
| 2015 | I Spit on Your Grave III: Vengeance Is Mine | Oscar                   |                      |
| 2016 | LBJ                                         | Hubert Humphrey         |                      |